# Cabo Leeuwin
O Cabo Leeuwin é o extremo sudoeste do Continente Australiano, situado no estado da Austrália Ocidental. É considerado um dos três grandes cabos da circum-navegação terrestre, juntamente com o Cabo Horn e o Cabo da Boa Esperança.
É tradicionalmente considerado como o ponto que separa o Oceano Índico do Oceano Antártico.
Algumas pequenas ilhas e rochedos, as Ilhas Saint Allouarn, estendem-se para sul. O povoado humano mais próximo é Augusta, um pouco a norte. O cabo tem um farol.

## História
O cabo foi mencionado primeiramente como 't landte Leeuwin, em antigos mapas neerlandeses (c. 1622), sugerindo que tomou o seu nome do navio neerlandês De Leeuwin, que significa A Leoa. 
Desde aí e até 1830, quando a área foi habitada, o cabo foi avistado por muitos navegantes holandeses, franceses e britânicos. Entre eles estiveram:
- 1627: François Thijssen no Gulden Zeepaard
- 1772: Louis François Marie Alesno de St Allouarn no Gros Ventre
- 1791: George Vancouver
- 1801:  Nicolas Baudin que rebaptizou, sem êxito, lugar como Cabo Gosselin.

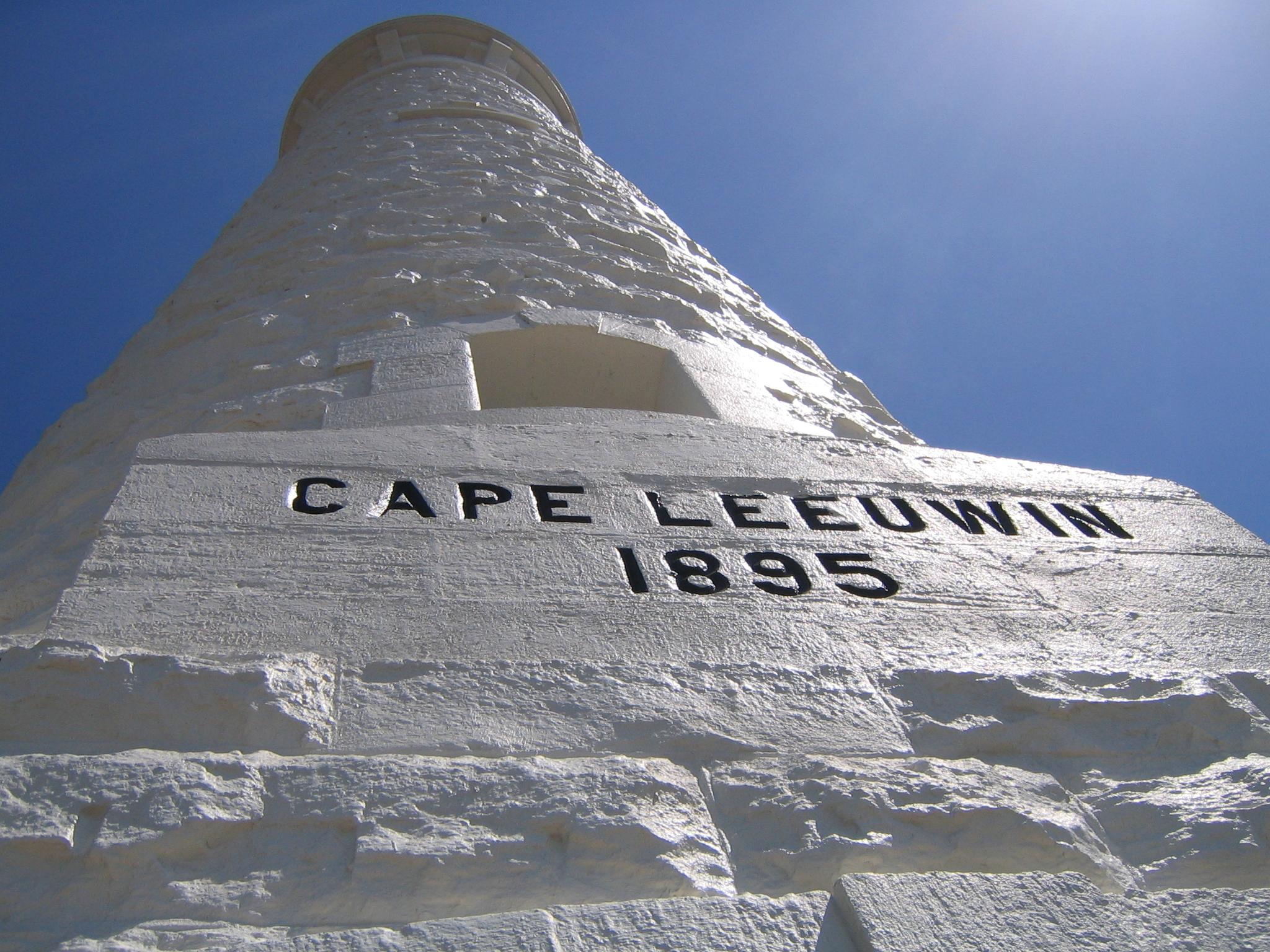
Farol do Cabo Leeuwin.

## Mapa

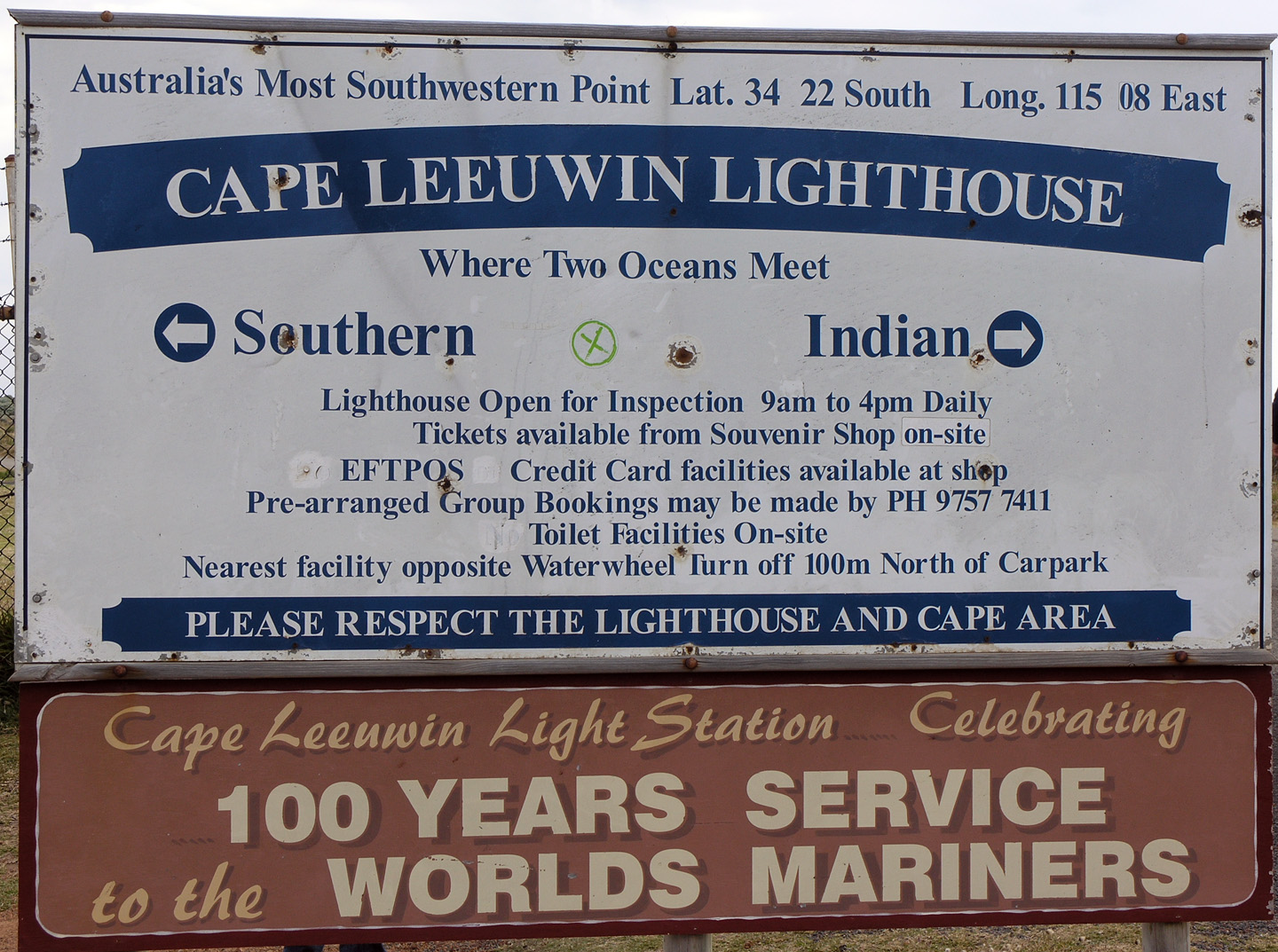
Placa no Farol do Cabo Leeuwin.